# Anglemont
Pour les articles homonymes, voir Anglemont (homonymie).
Anglemont  (/ɑ̃.ɡlə.mɔ̃/) est une commune française située dans le département des Vosges en Lorraine, dans la région administrative Grand Est.

## Géographie

### Géologie et relief
La commune se compose de 33,94 hectares de territoires artificialisés (5,75 %), 421,51 hectares de territoires agricoles (71,44 %) et 134,76 hectares de forêts et milieux semi-naturels (22,84 %).

### Hydrographie et les eaux souterraines
Hydrogéologie et climatologie : Système d’information pour la gestion des eaux souterraines du bassin Rhin-Meuse :
Territoire communal : Occupation du sol (Corinne Land Cover); Cours d'eau (BD Carthage),
Géologie : Carte géologique; Coupes géologiques et techniques,
 Hydrogéologie : Masses d'eau souterraine; BD Lisa; Cartes piézométriques.

#### Réseau hydrographique
La commune est située dans le Bassin versant du Rhin au sein du Bassin Rhin-Meuse. Elle est drainée par le ruisseau de Belvitte, le ruisseau d'Anglemont, le ruisseau de Cope, le ruisseau de la Colpre et le ruisseau de la Souche,.
Le Belvitte effelure le nord du territoire communal. D'une longueur totale de 19 km, il prend sa source dans la commune de Sainte-Barbe et se jette  dans la Mortagne à Magnières, après avoir traversé neuf  communes.

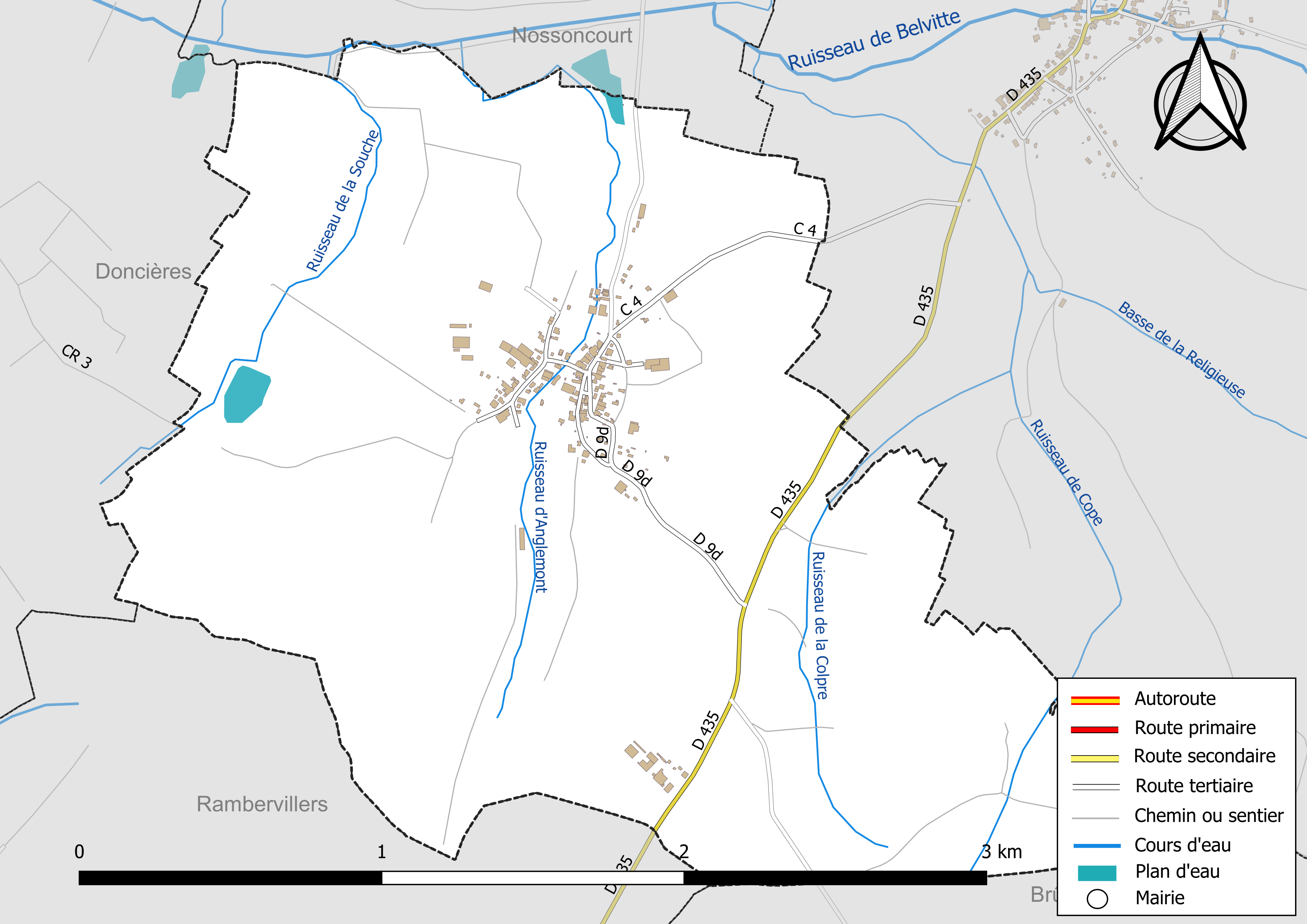
Réseaux hydrographique et routier d'Anglemont.

### Climat
Pour des articles plus généraux, voir Climat du Grand Est et Climat des Vosges.
En 2010, le climat de la commune est de type climat des marges montargnardes, selon une étude du Centre national de la recherche scientifique s'appuyant sur une série de données couvrant la période 1971-2000. En 2020, Météo-France publie une typologie des climats de la France métropolitaine dans laquelle la commune est exposée à un climat semi-continental et est dans la région climatique Vosges, caractérisée par une pluviométrie très élevée (1 500 à 2 000 mm/an) en toutes saisons et un hiver rude (moins de 1 °C).
Pour la période 1971-2000, la température annuelle moyenne est de 9,5 °C, avec une amplitude thermique annuelle de 16,8 °C. Le cumul annuel moyen de précipitations est de 878 mm, avec 11,8 jours de précipitations en janvier et 10 jours en juillet. Pour la période 1991-2020, la température moyenne annuelle observée sur la station météorologique de Météo-France la plus proche, « Roville », sur la commune de Roville-aux-Chênes à 5 km à vol d'oiseau, est de 10,3 °C et le cumul annuel moyen de précipitations est de 833,3 mm. 
La température maximale relevée sur cette station est de 40 °C, atteinte le 25 juillet 2019 ; la température minimale est de −24,5 °C, atteinte le 2 janvier 1971,,.
Les paramètres climatiques de la commune ont été estimés pour le milieu du siècle (2041-2070) selon différents scénarios d'émission de gaz à effet de serre à partir des nouvelles projections climatiques de référence DRIAS-2020. Ils sont consultables sur un site dédié publié par Météo-France en novembre 2022.

## Urbanisme

### Typologie
Au 1er janvier 2024, Anglemont est catégorisée commune rurale à habitat dispersé, selon la nouvelle grille communale de densité à sept niveaux définie par l'Insee en 2022.
Elle est située hors unité urbaine. Par ailleurs la commune fait partie de l'aire d'attraction de Rambervillers, dont elle est une commune de la couronne,. Cette aire, qui regroupe 15 communes, est catégorisée dans les aires de moins de 50 000 habitants,.

### Occupation des sols
L'occupation des sols de la commune, telle qu'elle ressort de la base de données européenne d’occupation biophysique des sols Corine Land Cover (CLC), est marquée par l'importance des territoires agricoles (71,3 % en 2018), en diminution par rapport à 1990 (72,6 %). La répartition détaillée en 2018 est la suivante : 
terres arables (38 %), prairies (33,2 %), forêts (23 %), zones urbanisées (5,8 %). L'évolution de l’occupation des sols de la commune et de ses infrastructures peut être observée sur les différentes représentations cartographiques du territoire : la carte de Cassini (XVIIIe siècle), la carte d'état-major (1820-1866) et les cartes ou photos aériennes de l'IGN pour la période actuelle (1950 à aujourd'hui).

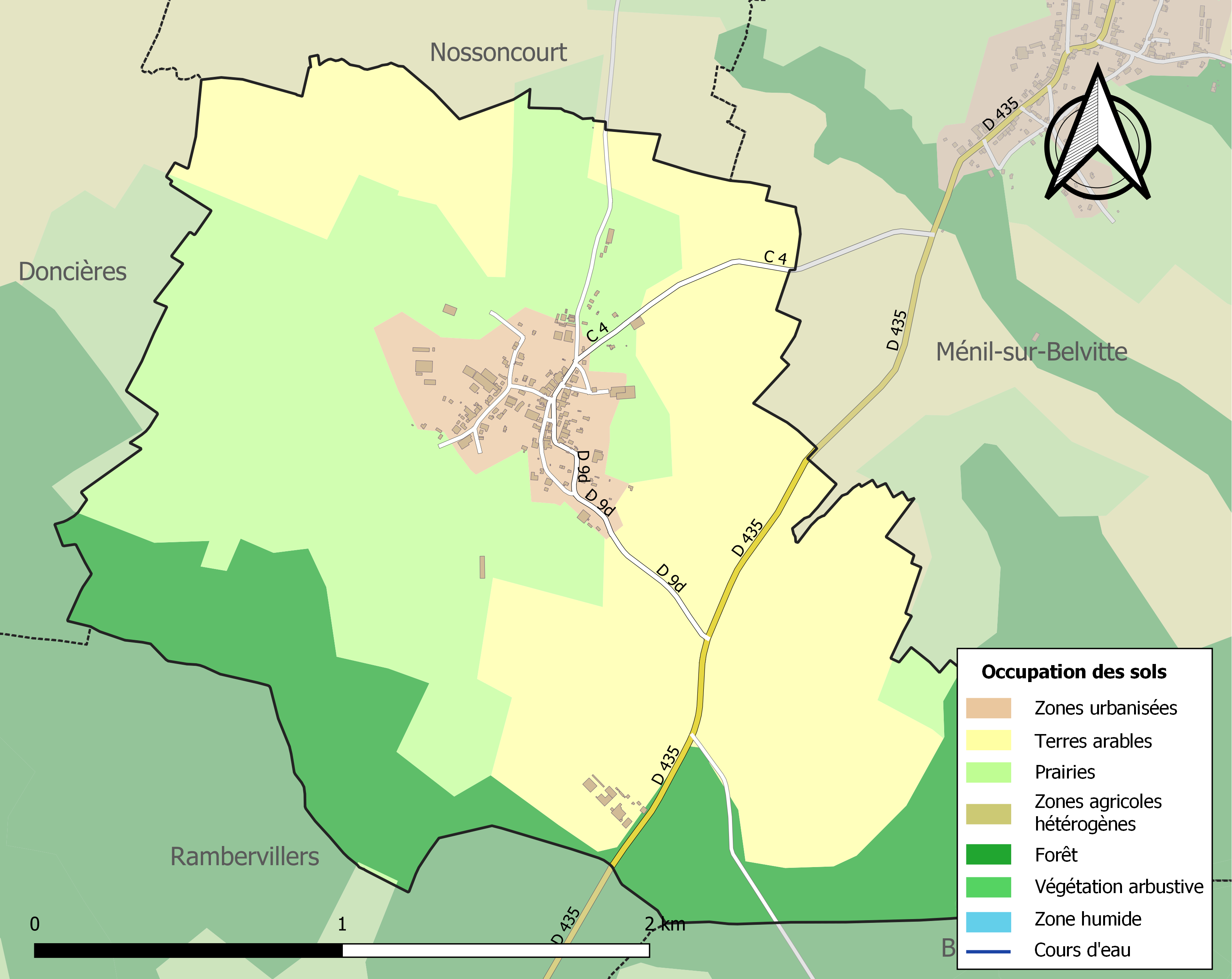
Carte des infrastructures et de l'occupation des sols de la commune en 2018 (CLC).

### Voies de communications et transports

#### Voies routières
- D435 vers Rambervillers[16].
- D 46 vers Epinal[16].

#### Transports en commun
- Fluo Grand Est.

#### Lignes SNCF
- Gare de Baccarat
- Gare de Bertrichamps
- Gare de Thiaville
- Gare d'Azerailles
- Gare d'Étival-Clairefontaine

#### Transports aériens
- L'Aéroport d'Épinal-Mirecourt « Vosges Aéroport ».

À partir de l'été 2021, l’aéroport d’Épinal-Mirecourt est devenu le "pélicandrome" de la Zone Est et servira ainsi de base de ravitaillement et d’intervention pour les avions bombardiers d’eau connus sous le nom de Dash 8.

## Toponymie
Anglemont est attesté en 1182 sous une forme identique.

## Histoire
Sous l’Ancien Régime, il existait à Anglemont une chapelle, dédiée à saint Pierre, qui dépendait de la cure de Nossoncourt. Au XIXe siècle, elle est annexe de Nossoncourt et dépend de la cure de Rambervillers.
Lors de la Bataille des Vosges (Seconde Guerre mondiale), la commune est le théâtre d'un affrontement entre les troupes du 3 ème bataillon du Régiment de marche du Tchad commandé par le commandant Joseph Putz, Commandant du 3e Bataillon du Régiment de marche du Tchad et les troupes allemandes les 1er et 2 octobre 1944.

## Politique et administration

### Liste des maires
| Période                                  | Période   | Identité                                       | Étiquette | Qualité      |
| ---------------------------------------- | --------- | ---------------------------------------------- | --------- | ------------ |
| Les données manquantes sont à compléter. |           |                                                |           |              |
| 1971                                     | 1983      | André Harau                                    |           | Agriculteur  |
| 1983                                     | juin 1995 | Charles Triboulot                              |           | Agriculteur  |
| juin 1995                                | mars 2014 | Patrick Capdet                                 |           | Entrepreneur |
| mars 2014                                | En cours  | Philippe Thomas Réélu pour le mandat 2020-2026 | SE        | Pépiniériste |

## Finances locales

### Budget et fiscalité 2023
En 2023, le budget de la commune était constitué ainsi :
- total des produits de fonctionnement : 228 000 €, soit 1 323 € par habitant ;
- total des charges de fonctionnement : 172 000 €, soit 998 € par habitant ;
- total des ressources d'investissement : 21 000 €, soit 124 € par habitant ;
- total des emplois d'investissement : 22 000 €, soit 128 € par habitant ;
- endettement : 173 000 €, soit 1 006 € par habitant.

Avec les taux de fiscalité suivants :
- taxe d'habitation : 18,72 % ;
- taxe foncière sur les propriétés bâties : 33,40 % ;
- taxe foncière sur les propriétés non bâties : 24,22 % ;
- taxe additionnelle à la taxe foncière sur les propriétés non bâties : 0,00 % ;
- cotisation foncière des entreprises : 0,00 %.

Chiffres clés Revenus et pauvreté des ménages en 2021 : médiane en 2021 du revenu disponible, par unité de consommation : 21 610 €.

## Population et société

### Démographie

#### Évolution démographique
Les habitants sont nommés les Anglemontais  et les habitantes les Anglemontaises .
L'évolution du nombre d'habitants est connue à travers les recensements de la population effectués dans la commune depuis 1793. Pour les communes de moins de 10 000 habitants, une enquête de recensement portant sur toute la population est réalisée tous les cinq ans, les populations de référence des années intermédiaires étant quant à elles estimées par interpolation ou extrapolation. Pour la commune, le premier recensement exhaustif entrant dans le cadre du nouveau dispositif a été réalisé en 2007.

En 2022, la commune comptait 152 habitants, en évolution de −7,88 % par rapport à 2016 (Vosges : −2,96 %, France hors Mayotte : +2,11 %).
| 1793 | 1800 | 1806 | 1821 | 1831 | 1836 | 1841 | 1846 | 1856 |
| ---- | ---- | ---- | ---- | ---- | ---- | ---- | ---- | ---- |
| 156  | 161  | 170  | 197  | 219  | 230  | 245  | 238  | 268  |

| 1861 | 1866 | 1876 | 1881 | 1886 | 1891 | 1896 | 1901 | 1906 |
| ---- | ---- | ---- | ---- | ---- | ---- | ---- | ---- | ---- |
| 242  | 247  | 217  | 226  | 213  | 196  | 187  | 182  | 188  |

| 1911 | 1921 | 1926 | 1931 | 1936 | 1946 | 1954 | 1962 | 1968 |
| ---- | ---- | ---- | ---- | ---- | ---- | ---- | ---- | ---- |
| 193  | 164  | 172  | 167  | 164  | 171  | 189  | 190  | 201  |

| 1975 | 1982 | 1990 | 1999 | 2006 | 2007 | 2012 | 2017 | 2022 |
| ---- | ---- | ---- | ---- | ---- | ---- | ---- | ---- | ---- |
| 186  | 172  | 164  | 165  | 173  | 174  | 159  | 167  | 152  |

### Enseignement
Établissements d'enseignements :
- Écoles maternelles et primaires à Ménil-sur-Belvitte, Brû, Rambervillers, Jeanménil.
- Collèges à Rambervillers, Baccarat, Raon-l'Étape, Gerbéviller.
- Lycées à Roville-aux-Chênes, Raon-l'Étape, Bruyères.

### Santé
Professionnels et établissements de santé :
- Médecins à Rambervillers, Baccarat, Magnières, Bertrichamps, Azerailles, Raon-l'Étape.
- Pharmacies à Rambervillers, Baccarat, Magnières, Raon-l'Étape, Clairefontaine.
- Hôpitaux à Rambervillers, Baccarat, Raon-l'Étape, Bruyères, Badonviller, Châtel-sur-Moselle.

### Cultes
- Culte catholique, Paroisse Notre-Dame-de-la-Mortagne[33].

## Économie

### Entreprises et commerces

#### Commerces
- Commerces et services de proximité[34].

## Culture locale et patrimoine

### Lieux et monuments

Ruines du village. Photo prise le 28 août 1915.
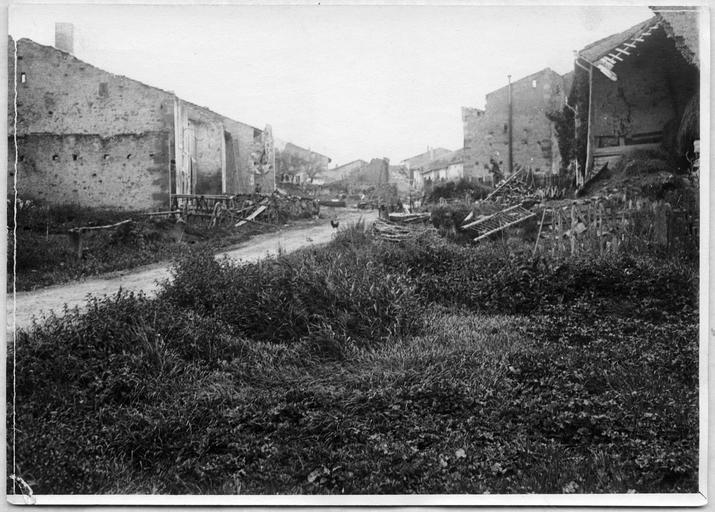
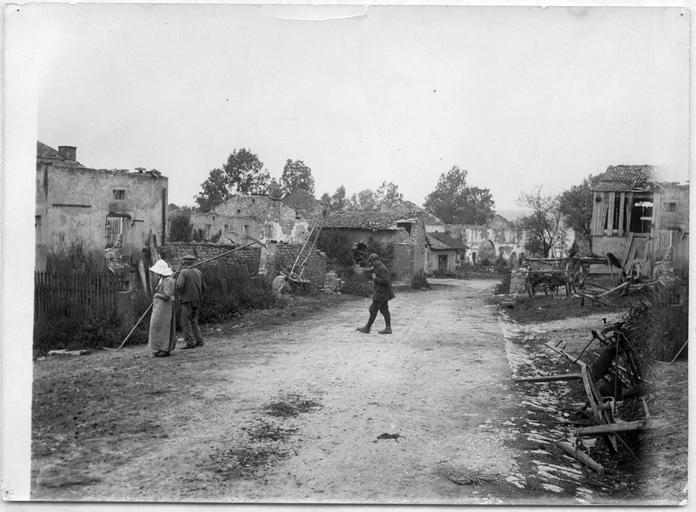
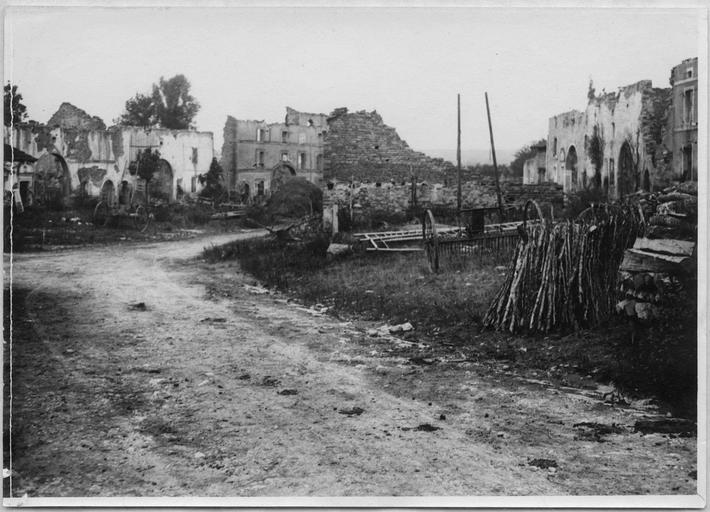

Début 2017, la commune est réputée sans clochers.
- Borne du Serment de Koufra. Dimanche 1er octobre et lundi 02 octobre 1944[35].
- Monuments commémoratifs[36],[37],[38].

### Personnalités liées à la commune
- Nicolas Triboulot, né à Anglemont le 1er août 1803 et mort le 14 octobre 1877, notaire à Rambervillers. Il eut pour gendre Sébastien Remy et pour petit-fils Maurice Perrin, professeurs agrégés à la Faculté de Médecine de Nancy ;
- Henri Thomas, né à Anglemont le 7 décembre 1912, écrivain.

### Héraldique, logotype et devise
Blason

## Pour approfondir